# Бхау Сінґх
Бхау Сінґх (англ. ভাউ সিং; бл. 1577 —13 грудня 1621) — раджа Амберу в 1614—1621 роках, військовий діяч часів правління могольських Джахангіра.

## Життєпис
Походив з династії Качваха. Молодший син Ман I Сінґха. Народився 1577 року. Замолоду опинився на могольській службі. З 1594 року, коли батько був субадаром Бенгалії служив його заступником. Перебував на посаді з невеличкими перервами до 1606 року. 1614 року після смерті Ман I Сінґха за допомогою падишаха Джахангіра отримав родинне князівство в обхід небожа Мага Сінґха (сина старшого брата Бхау — Джаґат Сінґха). Натомітсь той отримав у джаґів частину князівств Деогарх і Чандрапур.
Невдовзі отримав від падишах в мансаб 3 тис. зат (підвладних осіб), а невдовзі за цим ця кількість була збільшена до 4 тис., а 1617 року — до 5 тис., чим було підтверджено надання Бхау Сінґху статусу мансабдара 1 рангу. 1617 року під орудою Сур Сінґха, раджи Марвару, брав участь у військових діях проти Маліка Амбара в Ахмеднагарському султанаті. Тут не досяг якихось успіхів, не виявивши військового хисту та здатності протидіяти партизанській тактиці супротивника. Разом з тим раджа Амберу за цей час все більше полюбляв пиятику.
1620 року деякий час мешкав проти могольському дворі в Агрі, потім повернувся до Декану, де в Бурханпурі раптово помер у грудні 1621 року. Оскільки він не мав синів, то рішенням падишаха новим раджою став внучатий небіж померлого Джай Сінґх I.